# Jaarbeursstedenbeker 1960/61
De Jaarbeursstedenbeker 1960/61 was de derde editie van de Jaarbeursstedenbeker, een internationaal toernooi voor voetbalclubs. De Jaarbeursstedenbeker 1960/61 vond plaats in het seizoen 1960-1961.
De Jaarbeursstedenbeker 1960/61 was de eerste jaarbeursstedenbeker die op één seizoen werd gespeeld. Birmingham City bereikte net zoals vorig jaar de finale maar verloor ook deze keer in twee wedstrijden, dit keer van AS Roma. Net zoals in de vorige edities stuurden sommige landen een selectie van een stad met meerdere grote voetbalclubs.

## Eerste ronde
| Team #1                 | Tot.   | Team #2         | 1ste wed | 2de wed | Play-off |
| ----------------------- | ------ | --------------- | -------- | ------- | -------- |
| Internazionale          | 14 - 3 | Hannover 96     | 8 - 2    | 6 - 1   |          |
| Leipzig XI              | 6 - 6  | Belgrado XI     | 5 - 2    | 1 - 4   | 0 - 2    |
| KB                      | 11 - 4 | Basel XI        | 8 - 1    | 3 - 3   |          |
| Birmingham City         | 5 - 3  | Újpest Dósza SC | 3 - 2    | 2 - 1   |          |
| Zagreb XI               | 4 - 5  | FC Barcelona    | 1 - 1    | 3 - 4   |          |
| Hibernian FC            | (w/o)  | Lausanne Sports | -        | -       |          |
| Olympique Lyonnais      | 3 - 4  | Keulen XI       | 1 - 3    | 2 - 1   |          |
| R. Union Saint-Gilloise | 1 - 4  | AS Roma         | 0 - 0    | 1 - 4   |          |

## Kwartfinale
| Team #1        | Tot.  | Team #2         | 1ste wed | 2de wed | Play-off |
| -------------- | ----- | --------------- | -------- | ------- | -------- |
| Internazionale | 5 - 1 | Belgrado XI     | 5 - 0    | 0 - 1   |          |
| KB             | 4 - 9 | Birmingham City | 4 - 4    | 0 - 5   |          |
| FC Barcelona   | 6 - 7 | Hibernian FC    | 4 - 4    | 2 - 3   |          |
| Keulen XI      | 2 - 2 | AS Roma         | 0 - 2    | 2 - 0   | 1 - 4    |

## Halve finale
| Team #1        | Tot.  | Team #2         | 1ste wed | 2de wed | Play-off |
| -------------- | ----- | --------------- | -------- | ------- | -------- |
| Internazionale | 2 - 4 | Birmingham City | 1 - 2    | 1 - 2   |          |
| Hibernian FC   | 5 - 5 | AS Roma         | 2 - 2    | 3 - 3   | 0 - 6    |

## Finale
| Team #1         | Tot.  | Team #2 | 1ste wed | 2de wed |
| --------------- | ----- | ------- | -------- | ------- |
| Birmingham City | 2 - 4 | AS Roma | 2 - 2    | 0 - 2   |

Overige Europese Bekertoernooien: UEFA Champions League · UEFA Europa Conference League · UEFA Super Cup · Europacup I (Beker der Landskampioenen) · Europacup II (Beker der Bekerwinnaars) · UEFA Intertoto Cup